# Vasilij Archipenko
Vasilij Albertovitj Archipenko (ryska: Василй Альбертович Архиленко, ukrainska: Василь Альбертович Архиленко - Vasyl Albertovytsj Arkhypenko; född den 28 januari 1957, är en ukrainsk före detta friidrottare som tävlade i häcklöpning för Sovjetunionen.
Archipenko deltog vid EM 1978 i Prag där han blev bronsmedaljör på 400 meter häck på tiden 49,77. Vid Olympiska sommarspelen 1980 blev han silvermedaljör på tiden 48,86 bara slagen av östtysken Volker Beck.  
Han sista stora mästerskapsstart var EM 1982 där han blev fyra på 400 meter häck.

## Personliga rekord
- 400 meter häck - 48,34 från 1979